# Lobulogobius omanensis
Lobulogobius omanensis är en fiskart som beskrevs av Koumans, 1944. Lobulogobius omanensis ingår i släktet Lobulogobius och familjen smörbultsfiskar. Inga underarter finns listade i Catalogue of Life.